# 塞尼卡病毒属
塞尼卡病毒属（学名：Senecavirus）是微小核糖核酸病毒科下的一个属。

## 下属物种
本属包括以下物种：
- 塞尼卡谷病毒 Seneca Valley virus